# Endeitoma africana
Endeitoma africana es una especie de coleóptero de la familia Zopheridae.

## Distribución geográfica
Habita en el Congo.